# Maltese hockeyploeg (mannen)
De Maltese hockeyploeg voor mannen is de nationale ploeg die Malta vertegenwoordigt tijdens interlands in het hockey.
Het team kon zich nog maar eenmaal kwalificeren voor een internationaal kampioenschap: op het EK van 1970 eindigden ze op de negentiende (en tevens laatste) plaats.

## Erelijst Maltese hockeyploeg
| Jaar | Champions Trophy | Europees kampioenschap | Olympische Spelen | Wereldkampioenschap | Hockey World League Hockey Pro League |
| ---- | ---------------- | ---------------------- | ----------------- | ------------------- | ------------------------------------- |
| 1908 |                  |                        | geen deelname     |                     |                                       |
| 1920 |                  |                        | geen deelname     |                     |                                       |
| 1928 |                  |                        | geen deelname     |                     |                                       |
| 1932 |                  |                        | geen deelname     |                     |                                       |
| 1936 |                  |                        | geen deelname     |                     |                                       |
| 1948 |                  |                        | geen deelname     |                     |                                       |
| 1952 |                  |                        | geen deelname     |                     |                                       |
| 1956 |                  |                        | geen deelname     |                     |                                       |
| 1960 |                  |                        | geen deelname     |                     |                                       |
| 1964 |                  |                        | geen deelname     |                     |                                       |
| 1968 |                  |                        | geen deelname     |                     |                                       |
| 1970 |                  | 19e EK 1970 Brussel    |                   |                     |                                       |
| 1971 |                  |                        |                   | geen deelname       |                                       |
| 1972 |                  |                        | geen deelname     |                     |                                       |
| 1973 |                  |                        |                   | geen deelname       |                                       |
| 1974 |                  | geen deelname          |                   |                     |                                       |
| 1975 |                  |                        |                   | geen deelname       |                                       |
| 1976 |                  |                        | geen deelname     |                     |                                       |
| 1978 | geen deelname    | geen deelname          |                   | geen deelname       |                                       |
| 1980 | geen deelname    |                        | geen deelname     |                     |                                       |
| 1981 | geen deelname    |                        |                   |                     |                                       |
| 1982 | geen deelname    |                        |                   | geen deelname       |                                       |
| 1983 | geen deelname    | geen deelname          |                   |                     |                                       |
| 1984 | geen deelname    |                        | geen deelname     |                     |                                       |
| 1985 | geen deelname    |                        |                   |                     |                                       |
| 1986 | geen deelname    |                        |                   | geen deelname       |                                       |
| 1987 | geen deelname    | geen deelname          |                   |                     |                                       |
| 1988 | geen deelname    |                        | geen deelname     |                     |                                       |
| 1989 | geen deelname    |                        |                   |                     |                                       |
| 1990 | geen deelname    |                        |                   | geen deelname       |                                       |
| 1991 | geen deelname    | geen deelname          |                   |                     |                                       |
| 1992 | geen deelname    |                        | geen deelname     |                     |                                       |
| 1993 | geen deelname    |                        |                   |                     |                                       |
| 1994 | geen deelname    |                        |                   | geen deelname       |                                       |
| 1995 | geen deelname    | geen deelname          |                   |                     |                                       |
| 1996 | geen deelname    |                        | geen deelname     |                     |                                       |
| 1997 | geen deelname    |                        |                   |                     |                                       |
| 1998 | geen deelname    |                        |                   | geen deelname       |                                       |
| 1999 | geen deelname    | geen deelname          |                   |                     |                                       |
| 2000 | geen deelname    |                        | geen deelname     |                     |                                       |
| 2001 | geen deelname    |                        |                   |                     |                                       |
| 2002 | geen deelname    |                        |                   | geen deelname       |                                       |
| 2003 | geen deelname    | geen deelname          |                   |                     |                                       |
| 2004 | geen deelname    |                        | geen deelname     |                     |                                       |
| 2005 | geen deelname    | geen deelname          |                   |                     |                                       |
| 2006 | geen deelname    |                        |                   | geen deelname       |                                       |
| 2007 | geen deelname    | geen deelname          |                   |                     |                                       |
| 2008 | geen deelname    |                        | geen deelname     |                     |                                       |
| 2009 | geen deelname    | geen deelname          |                   |                     |                                       |
| 2010 | geen deelname    |                        |                   | geen deelname       |                                       |
| 2011 | geen deelname    | geen deelname          |                   |                     |                                       |
| 2012 | geen deelname    |                        | geen deelname     |                     |                                       |
| 2013 |                  | geen deelname          |                   |                     | geen deelname                         |
| 2014 | geen deelname    |                        |                   | geen deelname       |                                       |
| 2015 |                  | geen deelname          |                   |                     | geen deelname                         |
| 2016 | geen deelname    |                        | geen deelname     |                     |                                       |
| 2017 |                  | geen deelname          |                   |                     | geen deelname                         |
| 2018 | geen deelname    |                        |                   | geen deelname       |                                       |
| 2019 |                  | geen deelname          |                   |                     | geen deelname                         |
| 2021 |                  | geen deelname          | geen deelname     |                     | geen deelname                         |
| 2022 |                  |                        |                   |                     | geen deelname                         |
| 2023 |                  | geen deelname          |                   | geen deelname       | geen deelname                         |
| 2024 |                  |                        | geen deelname     |                     | geen deelname                         |